# Rhysling Award
De Rhysling Award is de jaarlijkse onderscheiding voor het beste sciencefiction-, fantasy- of horrorgedicht. De prijs is genoemd naar een fictief persoon: de blinde dichter Rhysling uit het sciencefictionverhaal The Green Hills of Earth van Robert A. Heinlein.
De onderscheiding wordt uitgereikt in twee categorieën: het beste korte gedicht tot en met 50 regels en het beste lange gedicht, vanaf 50 regels. Gedichten worden genomineerd door leden van de Science Fiction Poetry Association SFPA. Elk lid mag een gedicht nomineren in beide categorieën. De genomineerde gedichten worden in The Rhysling Anthology gebundeld. De leden kiezen vervolgens de winnaars.
Behalve de Rhysling Award reikt de SFPA ook speciale onderscheidingen uit voor zeer korte gedichten, een tot tien regels: de Dwarf Stars Awards.

## Winnaars van het beste lange gedicht
- 1978 – Gene Wolfe - The Computer Iterates the Greater Trumps
- 1979 – Michael Bishop - For the Lady of a Physicist
- 1980 – Andrew Joron - The Sonic Flowerfall of Primes
- 1981 – Thomas M. Disch On Science Fiction
- 1982 – Ursula K. Le Guin - The Well of Baln
- 1983 – Adam Cornford - Your Time and You: A Neoprole's Dating Guide
- 1984 – Joe Haldeman - Saul's Death: Two Sestinas
- 1985 – Siv Cedering - A Letter from Caroline Herschel (1750-1848)
- 1986 – Andrew Joron - Shipwrecked on Destiny Five
- 1987 – W. Gregory Stewart - Daedalus
- 1988 – Lucius Shepard - White Trains
- 1989 – ex aequo: Bruce Boston - In the Darkened Hours en John M. Ford Winter Solstice, Camelot Station
- 1990 – Patrick McKinnon - Dear Spacemen
- 1991 – David Memmott - The Aging Cryonicist in the Arms of His Mistress Contemplates the Survival of the Species While the Phoenix Is Consumed by Fire
- 1992 – W. Gregory Stewart - The Button and What You Know
- 1993 – William J. Daciuk - To Be from Earth
- 1994 – W. Gregory Stewart en Robert Frazier - Basement Flats: Redefining the Burgess Shale
- 1995 – David Lunde - Pilot, Pilot
- 1996 – Margaret B. Simon - Variants of the Obsolete
- 1997 – Terry A. Garey - Spotting UFOs While Canning Tomatoes
- 1998 – Laurel Winter - Why Goldfish Shouldn't Use Power Tools
- 1999 – Bruce Boston - Confessions of a Body Thief
- 2000 – Geoffrey A. Landis - Christmas (after we all get time machines)
- 2001 – Joe Haldeman - January Fires
- 2002 – Lawrence Schimel - How to Make a Human
- 2003 – ex aequo: Charles Saplak, Mike Allen - Epochs in Exile: A Fantasy Trilogy en Sonya Taaffe Matlacihuatl's Gift
- 2004 – Theodora Goss - Octavia Is Lost in the Hall of Masks
- 2005 – Tim Pratt - Soul Searching
- 2006 – Kendall Evans en David C. Kopaska-Merkel - The Tin Men
- 2007 – Mike Allen - The Journey to Kailash
- 2008 – Catherynne M. Valente - The Seven Devils of Central California
- 2009 – Geoffrey A. Landis - Search
- 2010 – Kendall Evans en Samantha Henderson - In the Astronaut Asylum
- 2011 – C.S.E. Cooney - The Sea King's Second Bride
- 2012 – Megan Arkenberg - The Curator Speaks in the Department of Dead Languages
- 2013 – Andrew Robert Sutton - Into Flight
- 2014 – Mary Soon Lee - Interregnum
- 2015 – F.J. Bergmann - 100 Reasons to Have Sex with an Alien
- 2016 – ex aequo Krysada Panusith Phounsiri - It Begins With A Haunting en Ann K. Schwader - Keziah
- 2017 – Theodora Goss - Rose Child
- 2018 – Neil Gaiman - The Mushroom Hunters
- 2019 – Sarah Tolmie - Ursula le Guin in the Underworld
- 2020 – Rebecca Buchanan - Heliobacterium daphnephilum
- 2021 – Jenny Blackford - Eleven Exhibits in a Better Natural History Museum, London
- 2022 – Beth Cato - The Bookstore

## Winnaars van het beste korte gedicht
- 1978 – ex aequo: Duane Ackerson - The Starman, Andrew Joron - Asleep in the Arms of Mother Night en Sonya Dorman Corruption of Metals
- 1979 – ex aequo: Duane Ackerson - Fatalities en Steve Eng - Storybooks and Treasure Maps
- 1980 – ex aequo: Robert Frazier - Encased in the Amber of Eternity en Peter Payack - The Migration of Darkness
- 1981 – Ken Duffin - Meeting Place
- 1982 – Raymond DiZazzo - On the Speed of Sight
- 1983 – Alan P. Lightman - In Computers
- 1984 – Helen Ehrlich - Two Sonnets
- 1985 – Bruce Boston - For Spacers Snarled in the Hair of Comets
- 1986 – Susan Palwick - The Neighbor's Wife
- 1987 – ex aequo: Jonathan V. Post - Before the Big Bang: News from the Hubble Large Space Telescope en John Calvin Rezmerski - A Dream of Heredity
- 1988 – ex aequo: Bruce Boston - The Nightmare Collector en Suzette Haden Elgin - Rocky Road to Hoe
- 1989 – Robert Frazier - Salinity
- 1990 – G. Sutton Breiding - Epitaph for Dreams
- 1991 – Joe Haldeman - Eighteen Years Old, October Eleventh
- 1992 – David Lunde - Song of the Martian Cricket
- 1993 – Jane Yolen - Will
- 1994 – ex aequo: Bruce Boston - Spacer's Compass en Jeff VanderMeer - Flight Is for Those Who Have Not Yet Crossed Over
- 1995 – Dan Raphael - Skin of Glass
- 1996 – Bruce Boston - Future Present: A Lesson in Expectation
- 1997 – W. Gregory Stewart - Day Omega
- 1998 – John Grey - Explaining Frankenstein to His Mother
- 1999 – Laurel Winter - Egg Horror Poem
- 2000 – Rebecca Marjesdatter - Grimoire
- 2001 – Bruce Boston - My Wife Returns as She Would Have It
- 2002 – William John Watkins - We Die as Angels
- 2003 – Ruth Berman - Potherb Gardening
- 2004 – Roger Dutcher - Just Distance
- 2005 – Greg Beatty - No Ruined Lunar City
- 2006 – Mike Allen - The Strip Search
- 2007 – Rich Ristow - The Graven Idol's Godheart
- 2008 – F.J. Bergmann - Eating Light
- 2009 – Amal El-Mohtar - Song for an Ancient City
- 2010 – Ann K. Schwader - To Theia
- 2011 – Amal El-Mohtar Peach-Creamed Honey
- 2012 – Shira Lipkin - The Library, After
- 2013 – Terry A. Garey - The Cat Star
- 2014 – Amal El-Mohtar - Turning the Leaves
- 2015 – Marge Simon - Shutdown
- 2016 – Ruth Berman - Time Travel Vocabulary Problems
- 2017 – Marge Simon - George Tecumseh Sherman's Ghosts
- 2018 – Mary Soon Lee - Advice to a Six-year-old
- 2019 – Beth Cato - After Her Brother Ripped the Heads from Her Paper Dolls
- 2020 – Jessica Jo Horowitz - Taking, Keeping
- 2021 – Linda D. Addison - Summer Timelessness
- 2022 – Mary Soon Lee - Confessions of a Spaceport AI